# 149 v.Chr.
149 v.Chr. is een jaartal volgens de christelijke jaartelling.

## Gebeurtenissen

### Italië
- Begin van de Derde Punische Oorlog, het Romeinse leger (± 40.000 man) onder bevel van Manius Manilius landt in Noord-Afrika in de baai van Tunis en begint met de belegering van Carthago (149 - 146 v.Chr.). Hij besluit tot een blokkade van de stad en laat een dam dwars voor de monding van de haven bouwen.
- Servius Sulpicius Galba, praetor in Hispania, wordt door de Senaat in een volksvergadering aangeklaagd voor corruptie. Slechts door omkoping en met familieleden te verschijnen, die om genade smeken kan hij een veroordeling voorkomen.

## Overleden
- Marcus Porcius Cato Censorius maior (~234 v.Chr. - ~149 v.Chr.), Romeins consul en staatsman (85)